# DeMarcus Cousins
DeMarcus Amir Cousins (Mobile, 13 agosto 1990) è un cestista statunitense.
Il suo soprannome è Boogie.

## Caratteristiche tecniche
Ritenuto a lungo uno dei migliori centri della lega, è ottimo nella fase offensiva per via del suo controllo palla e della sua abilità nel tirare sia da 2 che da 3 punti. È ottimo anche nei movimenti in post e spalle a canestro e a rimbalzo.
Pecca invece nella fase difensiva e nelle palle perse, oltre che dal punto di vista caratteriale in quanto ha ricevuto molti falli tecnici, multe, espulsioni e squalifiche nel corso della carriera per via anche di veementi proteste o gesti violenti in campo.

## Carriera

### High school
Ha frequentato la John L. LeFlore High School, nella sua città natale, Mobile. Nell'anno da senior teneva medie molto alte in diverse statistiche: 24,1 punti, 13,2 rimbalzi, 4,6 assist, 5,19 palle rubate, e 3,23 stoppate a partita.
È stato convocato all'evento 2009 del McDonald's All-American Team, dove ha realizzato 14 punti e 8 rimbalzi in 17 minuti. Nell'estate dell'anno stesso ha partecipato a diversi eventi importanti di basket giovanili negli USA, tra cui sono da citare il Nike Hoop Summit al Rose Garden di Portland e il Jordan Brand Classic al Madison Square Garden di New York.
Cousins ha avuto anche la possibilità di prendere parte nel 2009 alla Nazionale Juniores degli Stati Uniti d'America assieme ai futuri NBA John Wall, Xavier Henry e Avery Bradley.

### Università

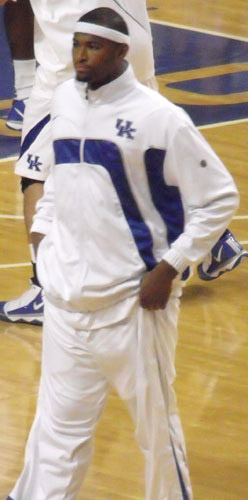
Cousins durante un riscaldamento ai tempi di UK nel 2009.

Già nel 2008 si era assicurato la frequenza dell'università UAB (University of Alabama at Birmingham), tuttavia ci rinuncia perché lì non avrebbe trovato Mike Davis, da cui avrebbe voluto essere allenato. Si impegnò allora con Memphis, nell'università della città del Tennessee, ma dal momento che l'allenatore della squadra nell'NCAA dell'ateneo, John Calipari, venne trasferito all'Università del Kentucky, Cousins decise di muoversi con lui. Anche NC State, Washington e UAB erano interessate a lui prima che andasse agli Wildcats.
Coach Calipari, che è uno dei più noti allenatori americani di pallacanestro NCAA, ha dopo poche partite espresso parole entusiaste nei confronti di Cousins:
(John Calipari)
Sono state 37 le sue partite in NCAA, e, seppur non con un minutaggio molto alto, circa 23 minuti di media a partita, garantendo prestazioni di gran livello.
Assieme alla prima scelta del draft 2010 John Wall, e agli altri selezionati al primo giro dello stesso anno Daniel Orton e Eric Bledsoe, DeMarcus e i Kentucky Wildcats raggiunsero i quarti di finale del campionato 2010 NCAA. Cousins in questo tenne una media di 15,1 punti, 9,8 rimbalzi e 1,8 stoppate a partita. Fu il leader della Southeastern Conference in quanto a rimbalzi. Il 7 aprile 2010 si è dichiarato eleggibile per il draft NBA 2010.

### NBA
Il 24 giugno 2010 è stato selezionato dalla franchigia NBA dei Sacramento Kings, come quinta scelta assoluta del draft.

#### Sacramento Kings (2010-2017)

##### Stagione darookie

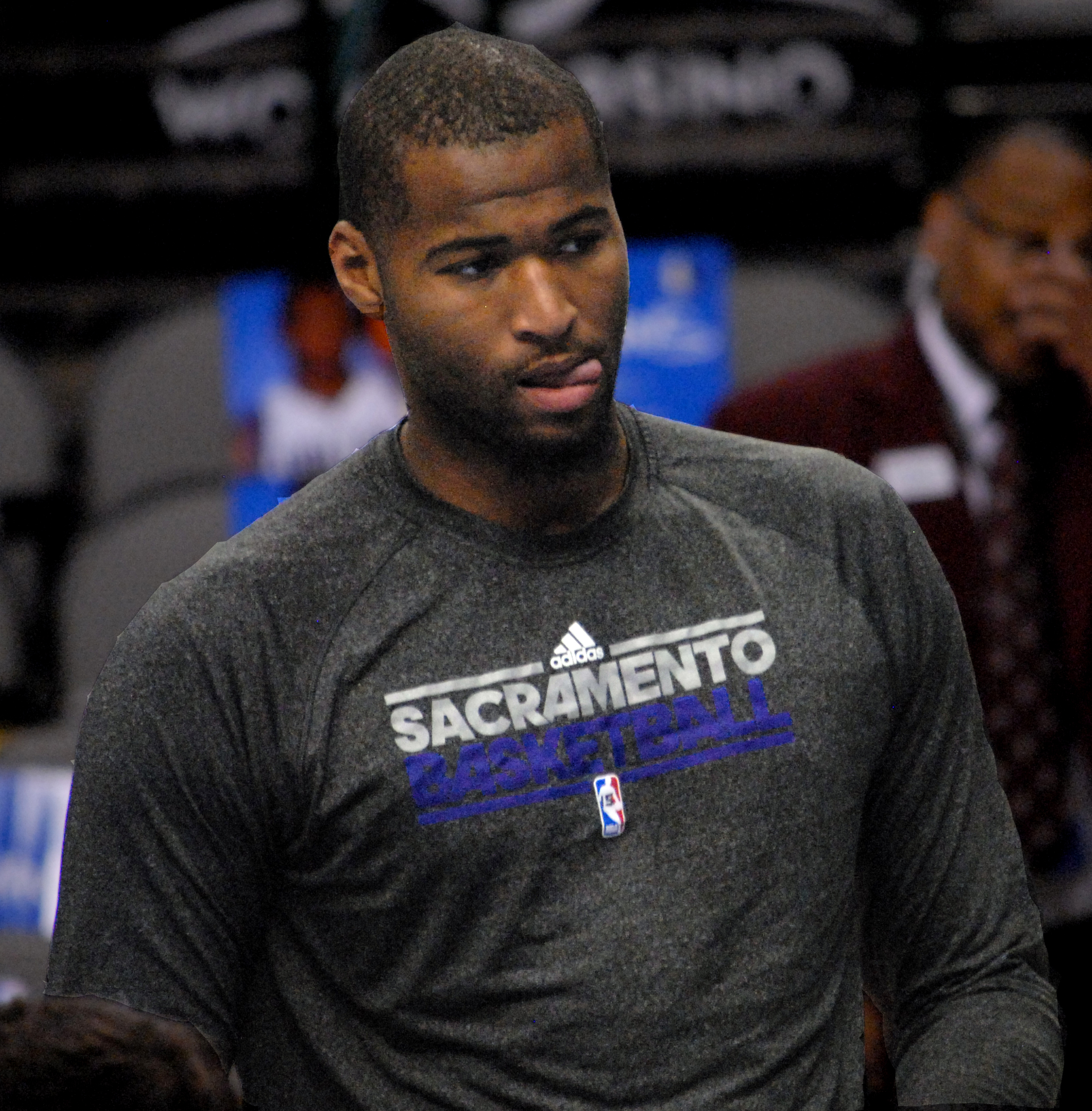
Cousins con la divisa dei Sacramento Kings nel 2012.

Il 7 luglio 2010 firma un contratto da due anni per 7 milioni di dollari con un'opzione per il terzo e quarto anno con i Kings, raggiungendo un nucleo di giovani promesse tra cui la matricola dell'anno per la stagione 2009-10 Tyreke Evans, Jason Thompson, Omri Casspi e Donté Greene. Le sue performance nella Summer League di Las Vegas sono promettenti, realizzando quattro doppie-doppie nelle prime quattro partite, e viene nominato Rookie del Mese di luglio 2010.
L'inizio vero tra i professionisti è però quantomai complicato: giocate di grande talento, ottimi movimenti in post (anche sfidando veterani come Pau Gasol), e potenza fisica passano spesso in secondo piano, per contro emergono i problemi caratteriali per cui la decisione di scegliere Cousins fu ritenuta dagli esperti rischiosa. In uno dei primi allenamenti litiga con lo staff dei Kings e, durante un allenamento a fine novembre, durante un periodo di pessimi risultati per la sua squadra, viene cacciato da Coach Paul Westphal dopo un diverbio con lo stesso.

##### Stagione 2013-2014
Ad inizio stagione ha firmato un'estensione contrattuale che ha prolungato il suo contratto con i Kings fino al termine della stagione 2016-2017. Con i 16 punti ed 11 rimbalzi della partita persa per 108-93 contro gli Oklahoma City Thunder il 19 gennaio 2014 ha registrato la sua quattordicesima doppia doppia consecutiva: si tratta del record di doppie doppie consecutive nella storia dei Sacramento Kings. Due giorni più tardi, il 21 gennaio, segnando 18 punti e catturando 11 rimbalzi in una partita vinta per 114-97 sul campo dei New Orleans Pelicans ha fatto registrare la sua quindicesima doppia doppia consecutiva; questa striscia di doppie doppie consecutive si è interrotta il 2 gennaio in una partita contro gli Houston Rockets, nella quale Cousins ha segnato 2 punti, catturato 4 rimbalzi e fatto 3 assist, 2 stoppate ed una palla recuperata in 9 minuti di gioco, al termine dei quali ha dovuto abbandonare l'incontro per un infortunio alla caviglia, che gli ha fatto saltare le 6 successive partite dei Kings (chiuse con altrettante sconfitte); a causa dell'infortunio ha mancato la convocazione per l'All-Star Game pur essendo a livello statistico uno dei migliori centri della Western Conference.
È tornato in campo il 3 febbraio in una vittoria casalinga per 99-70 contro i Chicago Bulls, nella quale segnando 25 punti e catturando 16 rimbalzi ha fatto registrare una doppia doppia (la ventinovesima della sua stagione) ed ha contribuito a far tirare i Bulls con il 28,2% dal campo: si tratta della percentuale al tiro più bassa mai concessa dai Kings alla squadra avversaria nell'intera storia della franchigia californiana. Durante la partita vinta per 102-97 sul campo dei New Orleans Pelicans il 31 marzo 2014 ha superato quota 5 000 punti segnati nella NBA. Ha chiuso la stagione con un totale di 71 partite giocate e medie di 22,7 punti, 11,7 rimbalzi, 2,9 assist, 1,5 palle recuperate ed 1,3 stoppate a partita, con il 49,9% nel tiro da due punti ed un PER di 26,1 (quinto migliore in tutta la NBA in stagione) in 32,4 minuti di media a partita (tutti massimi in carriera). Inoltre è anche diventato il giocatore dei Sacramento Kings ad ottenere più doppie doppie in una singola stagione, superando Chris Webber in questa statistica.

##### Stagione 2014-2015
Partecipa per la prima volta in carriera all'All-Star Game, segnando 14 punti con 7 rimbalzi ed 1 assist in 18 minuti di gioco. Il 13 marzo 2015 nella partita persa per 114-107 sul campo dei Philadelphia 76ers segna 39 punti (suo massimo personale in stagione) e cattura 24 rimbalzi, stabilendo quindi il suo primato personale in questa statistica. Nel corso dell'anno riesce anche a fare due triple doppie consecutive. Viene nominato per la prima volta in carriera nell'All-NBA Second Team.

##### Stagione 2015-2016
Il 9 novembre 2015 con una partita da 21 punti e 12 rimbalzi in una sconfitta casalinga contro i San Antonio Spurs ha totalizzato la sua duecentesima doppia-doppia in carriera. Nella partita vinta 108-97 contro gli Indiana Pacers del 23 gennaio 2016 realizza 48 punti (suo nuovo career-high) con 13 rimbalzi, diventando così l'unico giocatore ad aver fatto almeno due partite da 40 punti e 10 rimbalzi in una singola stagione negli ultimi 30 anni. Il 26 gennaio Cousins migliora ulteriormente il suo career-high, segnando 56 punti (oltre a 12 rimbalzi) contro gli Charlotte Hornets, nella partita immediatamente successiva a quella contro i Pacers; vince inoltre per la seconda volta in stagione il premio di giocatore della settimana della Western Conference. 56 punti rappresentano inoltre il record di franchigia per i Sacramento Kings (il precedente record di punti in una singola gara era di 51 ed apparteneva a Chris Webber) e inoltre record stagionale in NBA.
Il 28 gennaio viene scelto dai coach NBA come riserva per l'All-Star Game di Toronto, nel quale segna 11 punti; partecipa inoltre allo Skills Challenge dell'All-Star Game. Nel corso della stagione vince anche per due volte il premio di miglior giocatore della settimana della Western Conference. A fine stagione viene nominato per il secondo anno consecutivo nell'All-NBA Second Team.

##### Stagione 2016-2017
Nella stagione 2016-2017 supera Chris Webber diventando il giocatore con più doppie-doppie nella storia dei Sacramento Kings; pochi giorni più tardi diventa anche il giocatore ad aver fatto più partite consecutive con almeno 30 punti segnati nella storia della franchigia, superando anche in questa statistica lo stesso Webber. Il 20 dicembre 2016 segna 55 punti nella partita casalinga vinta per 126-121 contro i Portland Trail Blazers, arrivando ad un punto dal suo career-high (56 punti, fatti nella stagione 2015-2016) e stabilendo il nuovo record di punti segnati in una singola partita nel Golden1 Center, nuova arena dei Kings inaugurata all'inizio della stagione 2016-2017. Il 5 dicembre viene riportata la notizia che Cousins e Matt Barnes sono stati denunciati per aver causato una rissa in un night club di New York. Il 31 gennaio secondo i media locali, Cousins non sarà processato per la rissa di dicembre.
Viene convocato per il terzo anno consecutivo tra le riserve della Western Conference all'All-Star Game, nel quale partecipa anche allo Skills Challenge per il secondo anno consecutivo; inoltre, vince il premio di giocatore della settimana della Western Conference per la settimana tra il 22 ed il 29 gennaio 2017, grazie a medie di 27,8 punti, 14,5 rimbalzi, 6 assist, 1,5 palle recuperate ed 1,3 stoppate in 4 partite, 3 delle quali vinte dai californiani: si tratta della sua quinta vittoria in carriera di questo riconoscimento (l'unico giocatore dei Kings ad aver vinto più volte tale premio è Chris Webber, a quota 7).

#### New Orleans Pelicans (2017-2018)

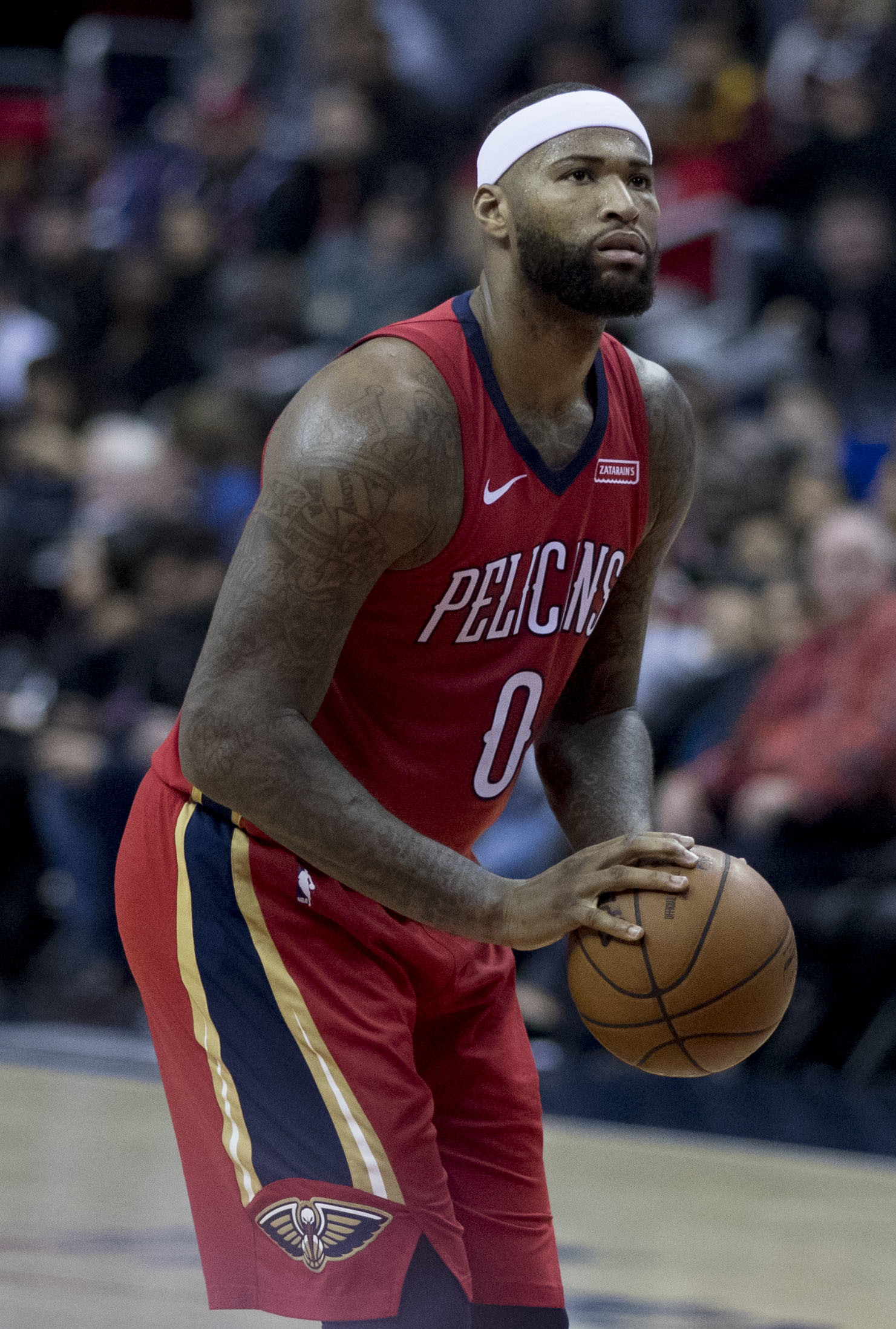
DeMarcus Cousins dalla lunetta con la maglia dei Pelicans nel 2017.

Il 20 febbraio 2017, poche ore dopo la fine dell'All-Star Game viene ceduto, assieme al compagno di squadra Omri Casspi, ai New Orleans Pelicans, in cambio di Tyreke Evans, Langston Galloway, Buddy Hield, la prima scelta dei Pelicans al Draft NBA 2017 ed una seconda scelta (di proprietà della franchigia di New Orleans ma proveniente dai Philadelphia 76ers) nel medesimo Draft. Il 3 marzo 2017 nella partita persa per 101-98 dopo un tempo supplementare contro i San Antonio Spurs cattura 23 rimbalzi, eguagliando così alla quarta partita in maglia Pelicans il record di franchigia per numero di rimbalzi catturati in una singola partita, precedentemente detenuto da Tyson Chandler. Il 31 marzo 2017 segna 37 punti nella sua prima sfida contro i Sacramento Kings.
Il 26 gennaio 2018, dopo un'ottima prima parte di regular season (da segnalare una sua prestazione storica in tripla doppia da 44 punti, 24 rimbalzi e 10 assist contro i Chicago Bulls), in cui aveva anche ricevuto la quarta nomina di fila all'All-Star Game, a pochi secondi dal termine della partita vinta per 115-113 contro gli Houston Rockets, riporta la rottura totale del tendine di Achille sinistro, terminando così anzitempo la stagione e dovendo subire uno stop forzato di diversi mesi.

#### Golden State Warriors (2018-2019)
Il 3 luglio 2018 Cousins firma un contratto annuale da 5,3 milioni di dollari con i Golden State Warriors, squadra che in quella stagione poteva schierare addirittura un intero quintetto di All Star vista la presenza nel roster di Stephen Curry, Klay Thompson, Draymond Green e Kevin Durant. Con gli Warriors, Cousins debutta una volta smaltito l'infortunio il 19 gennaio 2019 partendo titolare contro i Los Angeles Clippers mettendo a segno 14 punti, contribuendo così al successo per 112-94 dei gialloblù. Il 16 aprile si infortuna in gara 2 contro i Los Angeles Clippers procurandosi uno strappo muscolare alla coscia, che lo tiene fuori per circa un mese e mezzo (non si tratterà dell'unica pesante defezione avuta dai Warriors durante i play-off). Ritorna in campo il 2 giugno nelle Finals contro i futuri campioni dei Toronto Raptors, mettendo a referto 11 punti, 10 rimbalzi, 6 assist e 2 stoppate in 28 minuti di utilizzo.

#### Los Angeles Lakers (2019-2020)
Il 6 luglio 2019 firma un contratto annuale da 2,3 milioni con i Los Angeles Lakers di LeBron James. Cousins ritroverà i suoi ex compagni ai New Orleans Pelicans Rajon Rondo e Anthony Davis. Il 15 agosto 2019 riporta una rottura del crociato che lo terrà a lungo fuori dal parquet. Il 22 febbraio 2020, i Lakers lo tagliano per far spazio a Markieff Morris.

#### Houston Rockets (2020-2021)
Il 1º dicembre 2020 firma un contratto di un anno con gli Houston Rockets. Il 23 febbraio 2021, dopo 9 partite disputate, viene tagliato.

#### Los Angeles Clippers (2021)
Il 5 aprile 2021 firma un contratto di 10 giorni con i Los Angeles Clippers.

#### Milwaukee Bucks (2021)
Il 28 novembre 2021 firma un contratto non garantito di un anno con i Milwaukee Bucks

#### Denver Nuggets (2022)
Il 21 gennaio 2022, Cousins firmò un contratto di 10 giorni con i Denver Nuggets, riunendosi con il suo ex allenatore Michael Malone. Il 28 gennaio, gli fu assegnato un secondo contratto di 10 giorni. Il 10 febbraio, firmò un terzo contratto di 10 giorni. Il 25 febbraio, i Nuggets firmarono Cousins per il resto della stagione.
Il 4 marzo, Cousins segnò un massimo stagionale di 31 punti, accompagnati da nove rimbalzi, quattro assist e tre palle rubate, nella vittoria per 116-101 contro gli Houston Rockets. I suoi 31 punti in 24 minuti rappresentarono il minor numero di minuti giocati in una partita da 30 punti nella storia della franchigia dei Nuggets e il terzo minor numero di minuti giocati in una partita da 30 punti nella sua carriera. Inoltre, fu la sua terza partita in carriera con almeno 30 punti in 25 minuti o meno, eguagliando Freeman Williams per il maggior numero di partite di questo tipo nell’era del cronometro dei 24 secondi.

### Fuori dagli USA

#### Mets de Guaynabo (2023)
Nel mese di aprile 2023, Cousins firmò un contratto per unirsi ai Guaynabo Mets nella Baloncesto Superior Nacional, la lega di pallacanestro di Porto Rico. Durante la stagione 2023, registrò una media di 20,4 punti, 10,9 rimbalzi e 4,5 assist a partita in 25 minuti e 48 secondi di gioco. Tirò con il 44% da tre punti e con il 69% ai tiri liberi.
Cousins guidò la squadra ai playoff e fino alle semifinali, ma non riuscì a raggiungere le finali dopo essere stato eliminato dai Gigantes de Carolina in gara 7. Si infortunò all'inizio di gara 6, con una prognosi che prevedeva un'assenza di circa una settimana.

#### Taiwan Beer Leopards
Il 18 dicembre 2023, Cousins firmò un contratto con i Taiwan Beer Leopards nella T1 League di Taiwan. Il piano iniziale prevedeva la partecipazione a quattro partite casalinghe programmate per gennaio 2024, con la possibilità di proseguire in base alla sua decisione.
Il 23 febbraio 2024, Cousins annunciò di aver rinunciato al tentativo di tornare in NBA. Quando un giornalista gli chiese se avesse intenzione di rientrare nella lega, rispose: "Onestamente, no. So di aver avuto il mio tempo lì. C'è stato un momento in cui ho cercato di farlo accadere, ma ora, con tutto quello che ho al di fuori della pallacanestro, mi trovo in un buon posto. Sono entusiasta per ciò che mi aspetta e per il mio futuro. I miei 12 anni nella lega sono stati solo un capitolo, o più capitoli, della mia vita, e ora sono pronto ad andare avanti e vedere cosa mi riserva il futuro."
Il 18 marzo, Cousins rinnovò il contratto con i Taiwan Beer Leopards fino al termine della stagione. Il 15 maggio, venne premiato come Most Popular Player of the Year della T1 League per la stagione 2023-24. Il 1º giugno, fu nominato MVP delle Finali della T1 League 2024, dopo aver aiutato la sua squadra a vincere il titolo.
Il 19 giugno 2024, Cousins si unì ai Taiwan Mustangs per prendere parte al torneo amichevole, The Asian Tournament (TAT).

#### Selenge Bodons (2025)
Il 10 gennaio 2025, Cousins ha firmato un contratto con i Selenge Bodons, squadra militante nella massima lega della Mongolia, la The League. Nel frattempo, prese parte nel dicembre del 2024 al torneo amichevole del Dubai International Basketball Championship, giocando con la canotta del Strong Group Athletics.

### Nazionale
Dopo aver giocato con l'Under-18, nel 2014 è stato convocato per i Mondiali di pallacanestro con la Nazionale statunitense. Esordisce nei Mondiali contro la Finlandia il 30 agosto 2014, segnando 9 punti e catturando 10 rimbalzi. Contribuisce alla vittoria del torneo, realizzando 11 punti con 9 rimbalzi nella finale contro la Serbia e tenendo medie complessive di 9,6 punti, 5,6 rimbalzi e 1,3 palle recuperate in 13,5 minuti a partita ed il 70,2% dal campo.
Nel 2016 fa parte della lista dei 12 convocati per le Olimpiadi di Rio de Janeiro, nelle quali vince la medaglia d'oro tenendo medie di 8,6 punti, 4,4 rimbalzi e 1,6 assist in 14,1 minuti a partita, con il 61,5% dal campo; segna 13 punti e cattura 12 rimbalzi (di cui 11 punti e 12 rimbalzi nell'arco dei primi due quarti di gioco) nella finale vinta per 96-66 contro la Serbia, che già era stata avversaria della squadra statunitense nella finale di due anni prima ai Mondiali.

## Statistiche
| † | Denota una stagione in cui ha vinto il titolo |

### NCAA
| Anno      | Squadra           | PG | PT | MP   | TC%  | 3P%  | TL%  | RP  | AP  | PRP | SP  | PP   |
| --------- | ----------------- | -- | -- | ---- | ---- | ---- | ---- | --- | --- | --- | --- | ---- |
| 2009-2010 | Kentucky Wildcats | 38 | 38 | 23,5 | 55,8 | 16,7 | 60,4 | 9,8 | 1,0 | 1,0 | 1,8 | 15,1 |
| Carriera  | Carriera          | 38 | 38 | 23,5 | 55,8 | 16,7 | 60,4 | 9,8 | 1,0 | 1,0 | 1,8 | 15,1 |

#### Massimi in carriera
- Massimo di punti: 27 (2 volte)[68]
- Massimo di rimbalzi: 18 (2 volte)
- Massimo di assist: 4 vs East Tennessee State (18 marzo 2010)
- Massimo di palle rubate: 4 vs Cornell (25 marzo 2010)
- Massimo di stoppate: 6 vs Georgia (3 marzo 2010)
- Massimo di minuti giocati: 34 vs South Carolina (26 gennaio 2010)

### NBA

#### Regular Season
| Anno       | Squadra          | PG  | PT  | MP   | TC%  | 3P%  | TL%  | RP   | AP  | PRP | SP  | PP   |
| ---------- | ---------------- | --- | --- | ---- | ---- | ---- | ---- | ---- | --- | --- | --- | ---- |
| 2010-2011  | Sacramento Kings | 81  | 62  | 28,5 | 43,0 | 16,7 | 68,7 | 8,6  | 2,5 | 1,0 | 0,8 | 14,1 |
| 2011-2012  | Sacramento Kings | 64  | 62  | 30,5 | 44,8 | 14,3 | 70,2 | 11,0 | 1,6 | 1,5 | 1,2 | 18,1 |
| 2012-2013  | Sacramento Kings | 75  | 74  | 30,5 | 46,5 | 18,2 | 73,8 | 9,9  | 2,7 | 1,4 | 0,7 | 17,1 |
| 2013-2014  | Sacramento Kings | 71  | 71  | 32,4 | 49,6 | 0,0  | 72,6 | 11,7 | 2,9 | 1,5 | 1,3 | 22,7 |
| 2014-2015  | Sacramento Kings | 59  | 59  | 34,1 | 46,7 | 25,0 | 78,2 | 12,7 | 3,6 | 1,5 | 1,8 | 24,1 |
| 2015-2016  | Sacramento Kings | 65  | 65  | 34,6 | 45,1 | 33,3 | 71,8 | 11,5 | 3,3 | 1,6 | 1,4 | 26,9 |
| 2016-2017  | Sacramento Kings | 55  | 55  | 34,4 | 45,1 | 35,6 | 77,0 | 10,6 | 4,8 | 1,4 | 1,3 | 27,8 |
| 2016-2017  | N.O. Pelicans    | 17  | 17  | 33,8 | 45,2 | 37,5 | 77,7 | 12,5 | 3,9 | 1,5 | 1,1 | 24,4 |
| 2017-2018  | N.O. Pelicans    | 48  | 48  | 36,2 | 47,0 | 35,4 | 74,6 | 12,9 | 5,4 | 1,6 | 1,6 | 25,2 |
| 2018-2019  | G.S. Warriors    | 30  | 30  | 25,7 | 48,0 | 27,4 | 73,6 | 8,2  | 3,6 | 1,3 | 1,5 | 16,3 |
| 2019-2020† | L.A. Lakers      | -   | -   | -    | -    | -    | -    | -    | -   | -   | -   | -    |
| 2020-2021  | Houston Rockets  | 25  | 11  | 20,2 | 37,6 | 33,6 | 74,6 | 7,6  | 2,4 | 0,8 | 0,7 | 9,6  |
| 2020-2021  | L.A. Clippers    | 16  | 0   | 12,9 | 53,7 | 42,1 | 68,2 | 4,5  | 1,0 | 0,8 | 0,4 | 7,8  |
| 2021-2022  | Milwaukee Bucks  | 17  | 5   | 16,9 | 46,6 | 27,1 | 81,6 | 5,8  | 1,1 | 0,9 | 0,5 | 9,1  |
| 2021-2022  | Denver Nuggets   | 31  | 2   | 13,9 | 45,6 | 32,4 | 73,6 | 5,5  | 1,7 | 0,6 | 0,4 | 8,9  |
| Carriera   | Carriera         | 654 | 561 | 29,8 | 46,0 | 33,1 | 73,7 | 10,2 | 3,0 | 1,3 | 1,1 | 19,6 |
| All-Star   | All-Star         | 3   | 0   | 10,4 | 80,0 | 50,0 | 66,7 | 3,7  | 0,3 | 0,3 | 0,0 | 9,3  |

#### Play-off
| Anno     | Squadra        | PG | PT | MP   | TC%  | 3P%  | TL%  | RP  | AP  | PRP | SP  | PP   |
| -------- | -------------- | -- | -- | ---- | ---- | ---- | ---- | --- | --- | --- | --- | ---- |
| 2019     | G.S. Warriors  | 8  | 5  | 16,6 | 39,6 | 25,0 | 64,0 | 4,9 | 2,4 | 0,6 | 0,8 | 7,6  |
| 2021     | L.A. Clippers  | 7  | 0  | 8,3  | 45,2 | 40,0 | 78,6 | 2,0 | 0,7 | 0,3 | 0,4 | 7,6  |
| 2022     | Denver Nuggets | 5  | 0  | 11,4 | 65,5 | 66,7 | 73,3 | 3,4 | 1,2 | 0,6 | 0,2 | 10,6 |
| Carriera | Carriera       | 20 | 5  | 12,4 | 47,6 | 39,3 | 70,4 | 3,5 | 1,5 | 0,5 | 0,5 | 8,4  |

#### Massimi in carriera
- Massimo di punti: 56 vs Charlotte Hornets (25 gennaio 2016)[69]
- Massimo di rimbalzi: 24 (2 volte)
- Massimo di assist: 13 vs New Orleans Pelicans (3 aprile 2015)
- Massimo di palle rubate: 7 vs New York Knicks (14 gennaio 2018)
- Massimo di stoppate: 7 vs Memphis Grizzlies (18 ottobre 2017)
- Massimo di minuti giocati: 52 vs Chicago Bulls (22 gennaio 2018)

## Palmarès
- 1 campionato NBA
- NBA All-Rookie First Team (2011)
- 4 volte NBA All-Star (2015, 2016, 2017, 2018)
- All-NBA Team: 2

Second Team: 2015, 2016
- 1 volta maggior numero di rimbalzi offensivi in stagione NBA

### NCAA
- SouthEastern Conference Freshman of the Year (2009-10)
- NCAA AP All-America First Team (2010)

### High school
- McDonald's All-American Game (2009)
- Jordan Brand High School All-American team selection (2009)

### Club
- Campionato NBA: 1

Los Angeles Lakers: 2020
- T1 League: 1

Taiwan Beer Leopards: 2023-2024

### Nazionale
- Oro mondiale: 1

Spagna 2014